# Liste der Monuments historiques in Martinvelle
Die Liste der Monuments historiques in Martinvelle führt die Monuments historiques in der französischen Gemeinde Martinvelle auf.

## Liste der Immobilien
| Bezeichnung                | Beschreibung           | Standort               | Kennzeichnung | Schutzstatus   | Datum     | Bild           |
| -------------------------- | ---------------------- | ---------------------- | ------------- | -------------- | --------- | -------------- |
| Kirche St-Pierre-aux-Liens | ab dem 12. Jahrhundert | Rue de l’Église (Lage) | PA00107198    | Classé Inscrit | 1913 1926 | weitere Bilder |

## Liste der Objekte
| Bezeichnung                                             | Beschreibung | Standort                                 | Kennzeichnung | Schutzstatus | Datum | Bild |
| ------------------------------------------------------- | --- | ---------------------------------------- | ------------- | ------------ | ----- | ---- |
| Hauptaltar                                              | Altartisch, Retabel und Tabernakel; Holz, farbig gefasst und vergoldet, 18. Jahrhundert                                               | in der Kirche St-Pierre-aux-Liens (Lage) | PM88000531    | Classé       | 1967  |      |
| Skulptur Madonna mit Kind                               | Stein, farbig gefasst, 16. Jahrhundert                                                                                                | in der Kirche St-Pierre-aux-Liens (Lage) | PM88000532    | Classé       | 1967  |      |
| Gemälde Martyrium des heiligen Gibardus                 | Ölfarbe auf Leinwand, 1687 | in der Kirche St-Pierre-aux-Liens (Lage) | PM88000533    | Classé       | 1967  |      |
| Skulptur Heiliger Gibardus                              | Stein, 16. Jahrhundert | in der Kirche St-Pierre-aux-Liens (Lage) | PM88000538    | Classé       | 1967  |      |
| Skulptur Heiliger Franziskus mit den Wundmalen          | Stein, 16. Jahrhundert | in der Kirche St-Pierre-aux-Liens (Lage) | PM88000530    | Classé       | 1964  |      |
| Kruzifix                                                | Holz, farbig gefasst, 16. Jahrhundert                                                                                                 | in der Kirche St-Pierre-aux-Liens (Lage) | PM88000539    | Classé       | 1967  |      |
| Zwei Skulpturen: Heiliger Rochus und Heiliger Sebastian | Holz, farbig gefasst, drittes Viertel des 18. Jahrhunderts                                                                            | in der Kapelle St-Roch (Lage)            | PM88001568    | Inscrit      | 2006  |      |
| Marienaltar                                             | linker Seitenaltar; Retabel, Gemälde und Altarfront; Holz, farbig gefasst und vergoldet, sowie Ölfarbe auf Leinwand, 18. Jahrhundert  | in der Kirche St-Pierre-aux-Liens (Lage) | PM88000537    | Classé       | 1967  |      |
| Medaillons des heiligen Gilbardus                       | Inschrift, um 1816 | in der Kirche St-Pierre-aux-Liens (Lage) | PM88001567    | Classé       | 2008  |      |
| Altar                                                   | Altartisch, Retabel, Tabernakel und Altarleuchter; Holz, farbig gefasst, drittes Viertel des 18. Jahrhunderts                         | in der Kapelle St-Roch (Lage)            | PM88001569    | Inscrit      | 2006  |      |
| Zwei Skulpturen: Petrus und Paulus                      | Holz, farbig gefasst und vergoldet, 18. Jahrhundert                                                                                   | in der Kirche St-Pierre-aux-Liens (Lage) | PM88000534    | Classé       | 1967  |      |
| Chorschranke                                            | Schmiedeeisen, 18. Jahrhundert | in der Kirche St-Pierre-aux-Liens (Lage) | PM88000535    | Classé       | 1967  |      |
| Nikolausaltar                                           | rechter Seitenaltar; Retabel, Gemälde und Altarfront; Holz, farbig gefasst und vergoldet, sowie Ölfarbe auf Leinwand, 18. Jahrhundert | in der Kirche St-Pierre-aux-Liens (Lage) | PM88000536    | Classé       | 1967  |      |